# Old Filth-trilogie
De Old Filth-trilogie is een driedelige roman van de Engelse schrijfster Jane Gardam, uitgegeven tussen 2004 en 2013. De boeken werden vertaald in  het Nederlands (uitgegeven door Uitgeverij Cossee).

## Boekenreeks
Het is een saga van twee juristen, Edward Feathers en Terence (Terry) Veneering, en een vrouw, Elisabeth (Betty) Macintosh, tegen de achtergrond van het Britse koloniale rijk, voor, tijdens en na de Tweede Wereldoorlog. Feathers staat bekend als Filth (Failed in London Try Hong Kong, mislukt in Londen probeer het in Hongkong). Feathers en Veneering zijn op alle mogelijke manieren rivalen.  
De drie opeenvolgende boeken beschrijven telkens het verhaal vanuit een ander blikveld:
1. Old Filth (2003), in het Nederlands vertaald als Een onberispelijke man (2017). In dit deel volgt de schrijfster vooral Edward Feathers. Hij is geboren in Maleisië en als weeskind terug naar Engeland gebracht. Als advocaat gaat hij naar Hongkong.
2. The Man with the Wooden Hat (2009), vertaald als Een trouwe vrouw (2017). Hier volgt de schrijfster Betty Macintosh. Zij is ook een weeskind van de Raj, geboren en opgegroeid in Hongkong.
3. Last Friends (2013), vertaald als Laatste vrienden (2018). Dit deel begint als de drie hoofdpersonages al overleden zijn. Toch vernemen we meer over de achtergrond van Terry Veneering, hun onderlinge verhoudingen en die met andere 'vrienden'.